# Modlitewnik Ptaszyckiego (I)
Modlitewnik Ptaszyckiego (I) – zaginiony rękopiśmienny modlitewnik w języku polskim z pierwszej połowy XVI wieku.
Przed II wojną światową modlitewnik był własnością Stanisława Ptaszyckiego, od którego przyjęła się nazwa zbioru. Rękopis pozbawiony był początku, kilkunastu kart ze środka oraz końca. Został spisany prawdopodobnie ok. 1530-1540 przez anonimowego autora dla niezidentyfikowanej kobiety. W zbiorze przeważały modlitwy, rozważania i litanie maryjne. Teksty napisane były literacką polszczyzną, z wykorzystaniem pierwszej osoby liczby pojedynczej. Niektóre teksty znalazły się w druku Pozdrawianie wszytkich członków Pana Jezusowych z 1534.